# Emil Bühring
Emil Otto Bühring (ur. 19 września 1902 w Abbehausen (Nordenham), zm. 15 grudnia 1958 tamże) – zbrodniarz nazistowski, członek załogi niemieckich obozów koncentracyjnych Buchenwald i Mittelbau-Dora oraz SS-Scharführer.
Członek personelu obozu Mittelbau-Dora (Nordhausen) (do 1 października 1944 był to podobóz Buchenwaldu) od stycznia 1944 do kwietnia 1945. Pełnił służbę jako sierżant kompanii wartowniczej podobozu Niedersachswerfen i strażnik w obozie głównym (między innymi w bloku więziennym). Bühring brał również udział w marszu śmierci z Mittelbau-Dora do obozu w Ravensbrück. Bühring brał udział w egzekucjach przez powieszenie. W bloku więziennym z kolei uczestniczył w okrutnych przesłuchiwaniach więźniów.
Emil Bühring został osądzony po zakończeniu wojny przez amerykański Trybunał Wojskowy w Dachau w procesie załogi Mittelbau-Dora (US vs. Kurt Andrae i inni). Za swoje zbrodnie skazany został na karę dożywotniego pozbawienia wolności.